# Euphyia annuliferata
Euphyia annuliferata är en fjärilsart som beskrevs av Walker 1863. Euphyia annuliferata ingår i släktet Euphyia och familjen mätare. Inga underarter finns listade i Catalogue of Life.